# Aniana
Aniana (nom occità; en occità també Anhana; en francès Aniane) és un municipi occità del Llenguadoc, situat al departament de l'Erau i a la regió d'Occitània.

## Geografia

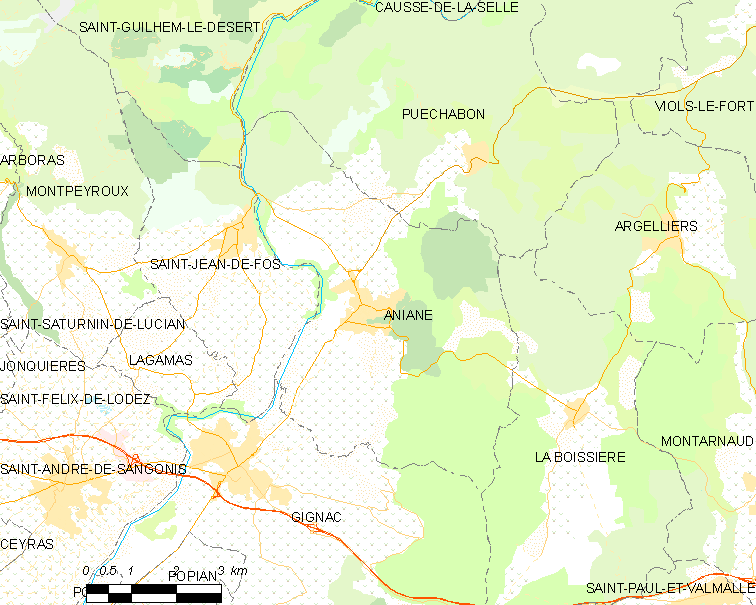
Mapa de la comuna de Aniana

## Demografia

Població 1962-2008

## Llocs d'interès
- El monestir d'Aniana fundat el 782 per sant Benet d'Aniana i catalogat com a monument històric.
- Església del Salvador (antiga església abacial), reconstruïda al segle xvii i catalogada com a monument històric.
- Pont del Diable, pont romànic, en el Camins de Sant Jaume a França.
- Monument dedicat als morts on consta la frase pacifista en occità: "La guerra qu’on vougut es la guerra a la guerra / son morts per nostra terra e per touta la terra" (en català: La guerra que han volgut és la guerra a la guerra / són morts per la nostra terra i per tota la Terra).